# Бреннер (железная дорога)
«Бреннер» (нем. Brennerbahn, итал. Ferrovia del Brennero) — железнодорожная линия между Австрией и Италией от Инсбрука до Вероны. Названа в честь перевала Бреннер, по которому проходит.
Является частью линии железнодорожной оси Берлин-Палермо трансъевропейских транспортных сетей (TEN-T).

## История
Железнодорожная линия была создана в Австро-Венгерской империи в середине XIX века для обеспечения быстрого сообщения между Тиролем и Северной Италией. Первый участок дороги  между Вероной и Больцано был утвержден 10 июля 1853 года австрийским инженером-строителем Алоисом Негрелли, сотрудником Südbahn, пионером в строительстве железных дорог и мостов в Австрии. 23 марта 1859 года был открыт путь от Вероны до Тренто и 16 мая 1859 года от Тренто до Больцано. Строительством занималась компания  k.k. Nord- und SüdTiroler Staatsbahn, которая в начале 1859 года была передана компании Südbahn. Участок из Инсбрука в Больцано был 24 августа 1867 года. Главным его конструктором был Карл Этцель, который умер в 1865 году. После Земмерингской железной дороги эта линия стала второй горной железной дорогой, построенной в рамках Австро-Венгерской империи, а также первой сквозной линией, которая пересекла Альпы.
25 июля 1867 года первый испытательный поезд прошел по всему маршруту из Инсбрука в Больцано. 17 августа линия была открыта для грузовых перевозок, 24 августа — для пассажирских перевозок. Из-за придворного траура по случаю расстрела мексиканского императора Максимилиана I, младшего брата австрийского императора Франца Иосифа, открытие железной дороги прошло без торжеств. Весь маршрут был спроектирован с двумя путями, но первоначально, из финансовых соображений, был проложен только один путь. Расширение началось уже весной 1868 года, но  окончательно было завершено только в 1908 году.
После Первой мировой войны, когда распалась Австро-Венгерская империя, дорога была разделена между Италией и Австрией (компании Ferrovie dello Stato Italiane и Österreichischen Bundesbahnen соответственно). Между 1928 и 1929 годами две железнодорожные компании обеспечили обширную электрификацию железной дороги «Brenner» с помощью различных электрических тяговых систем. Австрийцы использовали однофазный переменный ток (15 кВ, 16 Гц) на участке Инсбрук−Бреннерзее, в то время как итальянцы использовали трехфазный переменный ток (3,6 кВ, 16 Гц) для участка Больцано−Бреннер. Лишь в 1934 году австрийцам было разрешено проложить свои линии от станции Бреннерзее до станции Бреннер на итальянской территории, тем самым завершив полный процесс электрификации.
В период с 1941 по 1965 год итальянская часть железнодорожной линии поэтапно была переведена на постоянный ток  напряжением 3 кВ. Непрерывное движение по железной дороге обеспечивается благодаря двухсистемным локомотивам ÖBB 1822. С 1990-х годов начались новые инвестиции в железную дорогу «Brenner» со стороны обоих государств, что дало возможность улучшить состояние железнодорожного полотна и туннелей. Летом 2012 года на австрийской стороне была проведена общая реконструкция трассы.
На станции Бреннер, расположенной на одноимённом перевале на границе между Италией и Австрией, установлен памятник инженеру-конструктору Карлу Этцелю.